# Les Rues-des-Vignes
Les Rues-des-Vignes är en kommun i departementet Nord i regionen Hauts-de-France i norra Frankrike. Kommunen ligger i kantonen Marcoing som tillhör arrondissementet Cambrai. År 2022 hade Les Rues-des-Vignes 740 invånare.

## Befolkningsutveckling
Antalet invånare i kommunen Les Rues-des-Vignes
| Referens: INSEE |